# 亨利撞擊坑 (火星)
亨利撞擊坑（英語：Henry）是一個位於火星阿拉伯區的撞擊坑，中心座標10.9°N，336.7°W。它的直徑171公里，以法國天文學家保羅·亨利和普羅斯佩·亨利兄弟命名。這對兄弟是法國望遠鏡製造者和天文學家。

## 地層
亨利撞擊坑中心有一座大型的山丘，在該山丘部分區域可見到地層露頭。這些地層厚度數公尺到數十公尺。近年加州理工學院科學家研究後提出火星古氣候因為自轉軸傾角週期性變化而改變，並且形成了這些地層。在地球上因為天文的因素造成的氣候改變結果就是冰河時期。
近年研究西阿拉伯區的地層得到了許多新的資訊。一個地層在某個撞擊坑內可能厚度在4公尺以下，但在其他撞擊坑可能厚達20公尺。雖然在該研究中的撞擊坑剛好位於阿拉伯區邊緣之外，這項發現一般認為還是和阿拉伯區相關。對於貝克勒撞擊坑內地層模式的研究結果顯示，每個地層是在大約10萬年的時間中形成的。更進一步來說，每十個地層就組成一個更大的地層單位。而10個地層代表經過了至少10個週期，也就是由10個地層組成的一個模式形成時間要100萬年以上。
在阿拉伯區的地層的固定出現模式代表這和火星自轉軸定期變化有關。地球自轉軸傾斜角度的變化只有2°多，相較之下火星自轉軸傾斜角變化可以到達數十度。當火星轉軸傾角不大時，火星最冷的地方就是極區，而太陽照射最強烈位置在赤道附近。這可能在大氣層中使水蒸氣和二氧化碳等氣體向極區遷移並凍結。當轉軸傾角變大時，極區會接受更多的日光照射，使極區的物質離開。當二氧化碳自極區離開時將會增加大氣壓力，可能使風的流動模式改變，並且會將沙塵搬運與堆積到其他區域。同樣的，大氣層中水蒸氣增加也可能使砂粒互相凝結而形成地層。這個研究已經由 NASA 的火星偵察軌道器上的攝影機拍攝後製成立體地形圖。
另一個團隊則認為有溶解礦物質的地下水向撞擊坑表面流動，藉由加入礦物將沉積物膠結在一起的方式促使地層的形成。這個假設受到火星地下水模型和火星表面有許多區域發現了硫酸鹽證據支持。首先，藉著機會號火星探測車對火星表面物質的分析，科學家發現火星的地下水會反覆上升並且將硫酸鹽沉積。之後由火星偵察軌道器上儀器所獲得資料的研究則顯示相同的物質在包含阿拉伯區的火星上廣大區域存在。在這個模型中，亨利撞擊坑中央的小丘可能有部分物質是沉積物被搬運進坑內，並且因為礦物隨著地下水上升後沉積而形成。